# Ulesta varicornis
Ulesta varicornis är en stekelart som beskrevs av Cameron 1903. Ulesta varicornis ingår i släktet Ulesta och familjen brokparasitsteklar. Inga underarter finns listade i Catalogue of Life.